# Ungern i olympiska sommarspelen 2016
Ungern deltog med 160 deltagare vid de olympiska sommarspelen 2016 i Rio de Janeiro. Totalt vann de åtta guldmedaljer, tre silvermedaljer och fyra bronsmedaljer.

## Medaljer
| Medalj | Namn                                                             | Sport      | Gren                         |
| ------ | ---------------------------------------------------------------- | ---------- | ---------------------------- |
| Guld   | Emese Szász                                                      | Fäktning   | Damernas värja               |
| Guld   | Katinka Hosszú                                                   | Simning    | Damernas 400 m medley        |
| Guld   | Katinka Hosszú                                                   | Simning    | Damernas 100 m ryggsim       |
| Guld   | Katinka Hosszú                                                   | Simning    | Damernas 200 m medley        |
| Guld   | Áron Szilágyi                                                    | Fäktning   | Herrarnas sabel              |
| Guld   | Gabriella Szabó Danuta Kozák                                     | Kanotsport | Damernas K-2 500 m           |
| Guld   | Danuta Kozák                                                     | Kanotsport | Damernas K-1 500 m           |
| Guld   | Gabriella Szabó Danuta Kozák Tamara Csipes Krisztina Fazekas-Zur | Kanotsport | Damernas K-4 500 m           |
| Silver | Géza Imre                                                        | Fäktning   | Herrarnas värja              |
| Silver | Katinka Hosszú                                                   | Simning    | Damernas 200 m ryggsim       |
| Silver | László Cseh                                                      | Simning    | Herrarnas 100 m fjärilsim    |
| Brons  | Tamás Kenderesi                                                  | Simning    | Herrarnas 200 m fjärilsim    |
| Brons  | Anita Márton                                                     | Friidrott  | Damernas kulstötning         |
| Brons  | Boglárka Kapás                                                   | Simning    | Damernas 800 m frisim        |
| Brons  | Gábor Boczkó Géza Imre András Rédli Péter Somfai                 | Fäktning   | Herrarnas lagtävling i värja |